# Sprite (frisdrank)

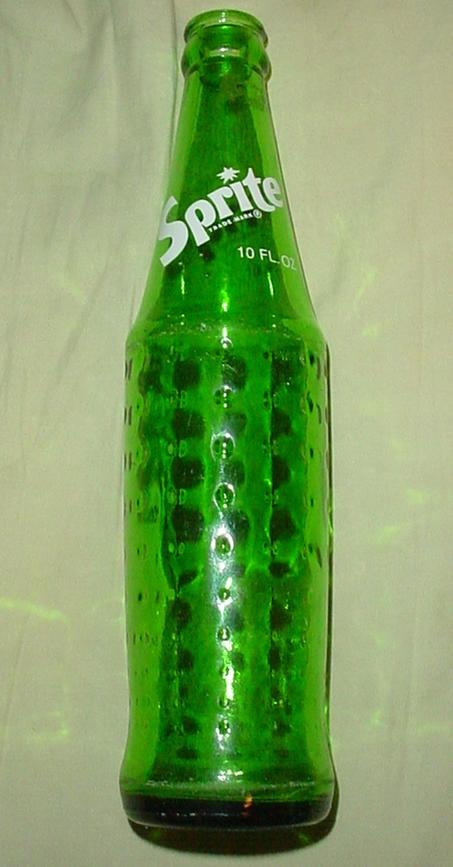
Spritefles

Sprite is een koolzuurhoudende frisdrank van The Coca-Cola Company. Het werd in 1961 in de Verenigde Staten op de markt gebracht als antwoord op 7Up. Sprite is kleurloos en heeft een lemon-lime-smaak.
Sprite heeft vele varianten, waaronder Sprite Regular en Sprite Zero (zonder suiker).
Medio maart 2017 verdween Sprite Regular in Nederland uit de handel. Er werd alleen nog met aspartaam gezoete Sprite Zero, voortaan gewoon Sprite genoemd, gemaakt. Nederland was het eerste land waar de suikerhoudende Sprite volledig van de markt verdween. Inmiddels is de versie met suiker weer in de handel.

## Varianten
| Naam                 | Uitgebracht | Bijzonderheden |
| -------------------- | ----------- | --- |
| Sprite Zero          | 1974        | Deze suikervrije versie werd in de Verenigde Staten oorspronkelijk geproduceerd als "Sugar Free Sprite" in 1974, in 1983 werd de naam veranderd in "Diet Sprite". In andere landen werd het bekend als "Sprite Light". In september 2004 werd het omgedoopt tot "Diet Sprite Zero". Sindsdien werd het in veel landen simpel "Sprite Zero (Sprite Z)". |
| Chinotto             | 1997        | Met name op de markt gebracht voor Zuid-Amerikaanse landen, waaronder Venezuela (Sprite gebruikt daar de naam "Chinotto"). De smaak is nagenoeg gelijk aan Sprite. |
| Sprite Ice           | 2002        | Een mintvariant die onder naam "Sprite Blue" (Zuid-Korea, 2002), "Sprite Ice" (Canada) en '"Sprite Ice Cube" (België, 2003) op de markt kwam. In 2004 volgde "Sprite Ice Blue" (Italië en China en vanaf 2005 ook Chili). Er bestaat ook een "Sprite Lemon Lime Mint".                                                                                 |
| Sprite Super Lemon   | 2003        | Op de markt gebracht in Hongkong. |
| Sprite on Fire       | 2003        | Ook als "Sprite Finger Lemon". |
| Sprite Remix         | 2003        | Fruitsmaak, voor het eerst op de markt in de Verenigde Staten. In 2004 en 2005 volgden nog twee fruitvarianten. Per jaar ligt de productie rond 11,6 miljard flessen. |
| Sprite Duo           | 2007        | Combinatie van lemon met minder koolzuur en suikers, alleen in Spanje op de markt gebracht. De productie stopte in 2009. |
| Sprite Green         | 2008        | Gezoet met Truvia, een handelsmerk van steviolglycosides, E960. |
| Sprite Dry Lemon     | 2009        | Alleen in Canada. |
| Sprite 3G            | onbekend    | Een energiedrank als tegenhanger voor Red Bull. |
| Sprite Recharge      | 2013        | Energiedrank. |
| Sprite Super Chilled | onbekend    | Deze versie heeft een dusdanige samenstelling dat er ijs gevormd wordt in de fles, nadat deze geopend wordt. |